# Donewadi, Chikodi
Donewadi là một làng thuộc tehsil Chikodi, huyện Belgaum, bang Karnataka, Ấn Độ.